# Venedig sehen – und erben …
Venedig sehen – und erben … (Originaltitel: The Honey Pot) ist eine 1965/1966 in Venedig entstandene US-amerikanische Filmkomödie über das Thema „Schein und Sein“. Joseph L. Mankiewicz inszenierte und gab Rex Harrison die Hauptrolle eines alternden Bonvivants mit Sinn für makabere Scherze. Umgeben wird er von den weiblichen Co-Stars Susan Hayward und Capucine. Dem Film liegen Frederick Knotts Mr. Fox of Venice, Thomas Sterlings The Evil of the Day und Ben Jonsons Volpone als literarische Vorlagen zugrunde.

## Handlung
Der notorisch unterbeschäftigte Schauspieler und „abgebrochene“ Jurastudent William McFly wird von dem in Venedig in einem feudalen Palast residierenden Lebemann Cecil Fox als sein Sekretär verpflichtet, um jemandem, wie ihm gesagt wird, einen Streich zu spielen. In seinem venezianischen Palazzo legt sich Fox ins Bett, spielt einen Sterbenskranken und lässt seinen verflossenen Geliebten ausrichten, sie mögen ihn ein letztes Mal besuchen. Alle drei Damen, die von Cecil Abschied nehmen sollen, kommen gern, glauben sie doch, es gäbe demnächst etwas zu erben. Dabei handelt es sich um die finanziell abgebrannte Prinzessin Dominique, den einstigen Filmstar Merle McGill, die ebenfalls schon einmal bessere Zeiten erlebt hat, und um eine gewisse Mrs. Lone Star Crockett Sheridan, eine verwöhnte Millionärin aus Texas. Als Lone Star Sheridans Begleitung erscheint die etwas altjüngferlich wirkende Krankenschwester Sarah Watkins. Nach der Ankunft beobachten sich die drei Damen argwöhnisch und gehen sich, so gut es eben geht,  aus dem Weg. Schon früh nimmt Lone Star Sheridan die Dinge in die eigene Hand und verkündet den anderen Damen, dass sie eigentlich gleich wieder heimkehren könnten, denn sie sei die gesetzlich angetraute Ehefrau des moribunden, bettlägerigen Casanovas. Demzufolge gebe es für Dominique und Merle hier auch nichts zu holen.
McFly und Mrs. Sheridans Betreuerin Sarah freunden sich ein wenig an und gehen eines Abends gemeinsam aus. Als beide in den venezianischen Palast zurückkehren, sieht Sarah ihre Arbeitgeberin tot am Boden liegen. Offensichtlich hat sie sich mit einer Überdosis Schlaftabletten das Leben genommen. Die ortsansässige Polizei wird benachrichtigt und erscheint in Gestalt des bulligen Ispettore Rizzi. Sarah weiß als Einzige, dass die von Mrs. Sheridan angeblich eingenommenen tödlichen Pillen lediglich Placebos waren. McFly wiederum weiht Sarah ein, dass er von Cecil Fox für ein munteres Charade-Spielchen eingestellt wurde und dass geplant war, dass er am Ende dieser etwas eigentümlichen Ménage-à-quatre plante, als finalen Scherz am „Sterbebett“ sein eigenes Testament zu verlesen. William McFly sollte dann in seiner Anwesenheit die Erbin auswählen. Mit derart viel Macht ausgestattet, beginnt Sarah zu vermuten, dass William McFly möglicherweise einen teuflischen Plan ausgeheckt habe: Um in den Besitz des Erbes zu kommen, tötet er zunächst die infrage kommenden Damen und dann den alten Fox, um sich selbst als Universalerben einzusetzen. Sie sagt dies McFly auf den Kopf zu, woraufhin dieser sie kurzerhand in ihrem Zimmer einsperrt. Angeblich sei dies zu ihrem Besten. Doch Sarah kann über den Speiseaufzug ihrem Gefängnis entkommen und geht zu Mr. Fox, um ihn vor seinem eigenen Sekretär zu warnen. Doch der Alte reagiert in Sarahs Augen unverständlich. Er scheint über ihr Eingreifen in seinen Masterplan ziemlich verstimmt und schickt Sarah zurück auf ihr Zimmer.
Am nächsten Morgen wird auch Cecil Fox tot aufgefunden. An William McFly liegt es nun, das Puzzle zu lösen. Er sagt, dass sein Chef Mr. Fox Mrs. Sheridan umgebracht habe, um als ihr Ehemann an ihr beträchtliches Vermögen zu kommen. In Wahrheit sei nämlich sein hochherrschaftliches Residieren in diesem Palast lediglich eine große Inszenierung gewesen, denn tatsächlich war Sheridan Fox so gut wie pleite. Nachdem sein verblichener Chef herausbekommen habe, dass er, McFly, über die wahren Beweggründe und die finanzielle Situation seines Arbeitgebers Bescheid wusste, habe Fox sich umgebracht. Sarah bittet nun, mehr aus einer spaßigen Laune heraus, McFly darum, ihren Namen in das Fox‘sche Testament einzusetzen, denn nun, wo es nichts mehr zu erben gebe, könne man ja auch das Fox‘sche Spiel zu Ende spielen und ihren Namen in das Testament einsetzen. Reale Bedeutung habe dies eh nicht mehr. McFly spielt den Spaß mit, und der italienische Polizeiinspektor zeichnet im allgemeinen Übermut als Zeuge gegen. Beide haben Sarahs Cleverness unterschätzt, denn so arm Cecil Sheridan Fox auch gewesen sein mag, am Ende war er doch auch Erbe von Lone Star Crockett Sheridans großen Ländereien und damit ein sehr vermögender Mann. Sarah teilt William McFly mit, dass sie ihn nunmehr heiraten wolle und mit dem Geld, das sie nun besäße, ihm den Abschluss seines Jurastudiums finanzieren werde, auf dass er endlich, wie er es immer gewollt habe, Rechtsanwalt werden könne.

## Produktionsnotizen
Venedig sehen – und erben … entstand zwischen Jahresende 1965 und Frühjahr 1966 in Venedig (Außenaufnahmen) und den römischen Cinecittà-Studios (Innenaufnahmen). Die Uraufführung fand am 21. März 1967 statt, die US-amerikanische Erstaufführung am 22. Mai desselben Jahres. Die deutsche wie auch die italienische Premiere war am 29. September 1967.
Während der Dreharbeiten kam es zu einem schwerwiegenden Zwischenfall. Erst 45 Jahre alt, starb Chefkameramann Gianni di Venanzo Anfang 1966 völlig unerwartet und musste quasi über Nacht durch seinen langjährigen Assistenten und Mitarbeiter Pasqualino De Santis ersetzt werden, der den Film zu Ende drehte.
Die Filmbauten entwarf John DeCuir, der gebürtige Deutsche Rolf Gérard zeichnete für die Kostümentwürfe verantwortlich. Die Szenen mit so bekannten Schauspielern wie Massimo Serato, Herschel Bernardi und Frank Latimore wurden aus dem fertigen Film herausgeschnitten.

## Kritiken
„Niemals so amüsant wie man es gern hätte.“

„In Anlehnung an Johnsons Bühnenstück vom betrogenen Betrüger elegant inszenierte, vorzüglich gespielte Kriminalkomödie. Geistreiche und spannende Unterhaltung von subtiler Hintergründigkeit.“

„… trotz glänzender Momente ist die Stimmung fatalerweise unbeständig, und über allem liegt eine Wolke pseudo-spitzfindiger Dialoge wie ein Leichentuch.“